# Jean Petit (Geistlicher)

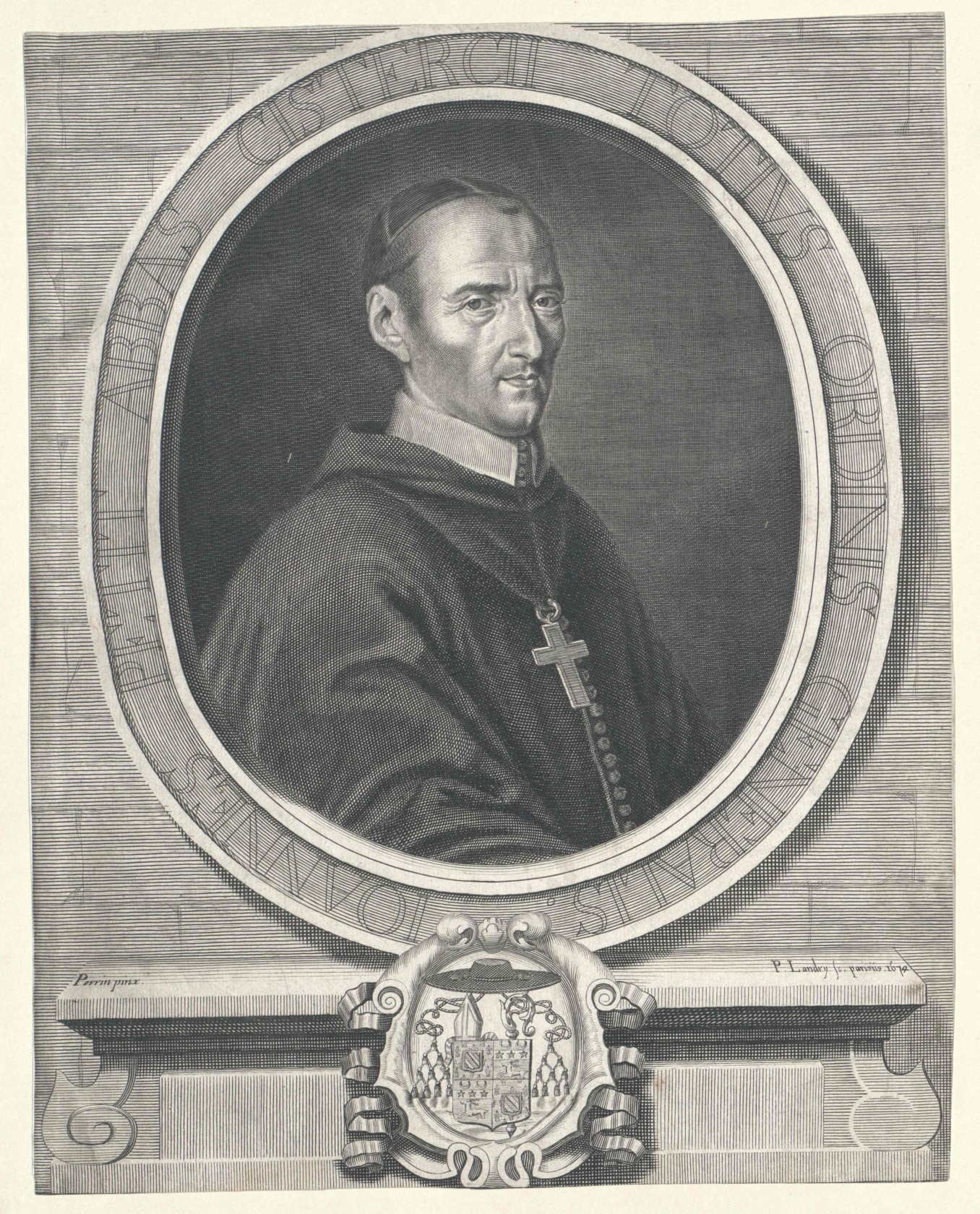
Generalabt Jean Petit SOCist (Porträtstich von Pierre Landry, 1674)

Jean Petit SOCist (* 1628 in Chalon-sur-Saône; † 15. Januar 1692 in Cîteaux) war ein französischer Geistlicher, Abt des Klosters Cîteaux und Generalabt des Zisterzienserordens.

## Leben
Petit trat in jugendlichem Alter in die von seinem Geburtsort nur 50 km entfernte Mutterabtei des Zisterzienserordens, das Kloster Cîteaux, ein. Nach Ablegung der Profess wurde er zum Studium in das Collège des Bernardins nach Paris geschickt, wo er den Doktorgrad im Kanonischen Recht erwarb. 1653 wurde er zum Priester geweiht und war zehn Jahre lang unter Abt Claude Vaussin Subprior der Abtei Cîteaux, dann nacheinander Prior in den Klöstern La Bussière (40 km westlich Cîteaux) und Bonport (Normandie). Als Prokurator der normannischen Provinz des Ordens tat er sich 1667 auf dem Generalkapitel hervor. 1670 wurde er am 20. Juni als Nachfolger des nach einem Monat Amtszeit verstorbenen Louis Loppin (29. März bis 6. Mai), der auf Vaussin nachgefolgt war, im zweiten Wahlgang mit 69 von 73 Stimmen zum Generalabt gewählt. Am 15. Juli 1670 vom König und am 16. November vom Papst bestätigt, erhielt Petit am 21. Dezember die Abtsweihe und am 1. März 1671 folgte die Vereidigung auf den König.
Petit, der asketisch lebte und über erhebliche rhetorische Begabung im Lateinischen wie im Französischen verfügte, machte sich verdient um den Rechtsstatus der Strengen Observanz im Orden, den er in einem langen Ringen (1672–1686) zur Zufriedenheit aller etablieren konnte. Wenn hundert Jahre später die Wiedervereinigung der Observanzen zum Greifen nahe war und nur durch den Ausbruch der Französischen Revolution verhindert wurde, so ist das seiner Vorarbeit zu danken.

## Werke
- Factum pour dom Jean Petit, abbé de Cisteaux, chef et superieur géneral de l’ordre dudit Cisteaux, défendeur et intimé. Contre les abbez de Cadouin, de Foulcarmont, du Pin, de Priéres, et autres, demandeurs & appelants, comme d’abus, d’un bref de N. S.P. le pape Clement X. Sebastien Mabre-Cramoisy, Paris 1673.
- (Vorwort) Calendarium Cisterciense seu martyrologium sacri ordinis Cisterciensis, Romanis rubricis accomdatum. Paris 1689.